# Shishan (köpinghuvudort i Kina, Hainan Sheng, lat 19,94, long 110,20)
Shishan är en köpinghuvudort i Kina. Den ligger i provinsen Hainan, i den södra delen av landet, omkring 19 kilometer sydväst om provinshuvudstaden Haikou. Antalet invånare är 33 649. Befolkningen består av 15 811 kvinnor och 17 838 män. Barn under 15 år utgör 21,0 %, vuxna 15-64 år 69 %, och äldre över 65 år 8,0 %.
Runt Shishan är det tätbefolkat, med 343 invånare per kvadratkilometer. Närmaste större samhälle är Xiuying, 11,8 km nordost om Shishan. I omgivningarna runt Shishan växer huvudsakligen savannskog.
Genomsnittlig årsnederbörd är 2 382 millimeter. Den regnigaste månaden är juli, med i genomsnitt 350 mm nederbörd, och den torraste är januari, med 21 mm nederbörd.